# Pee Wee Moore

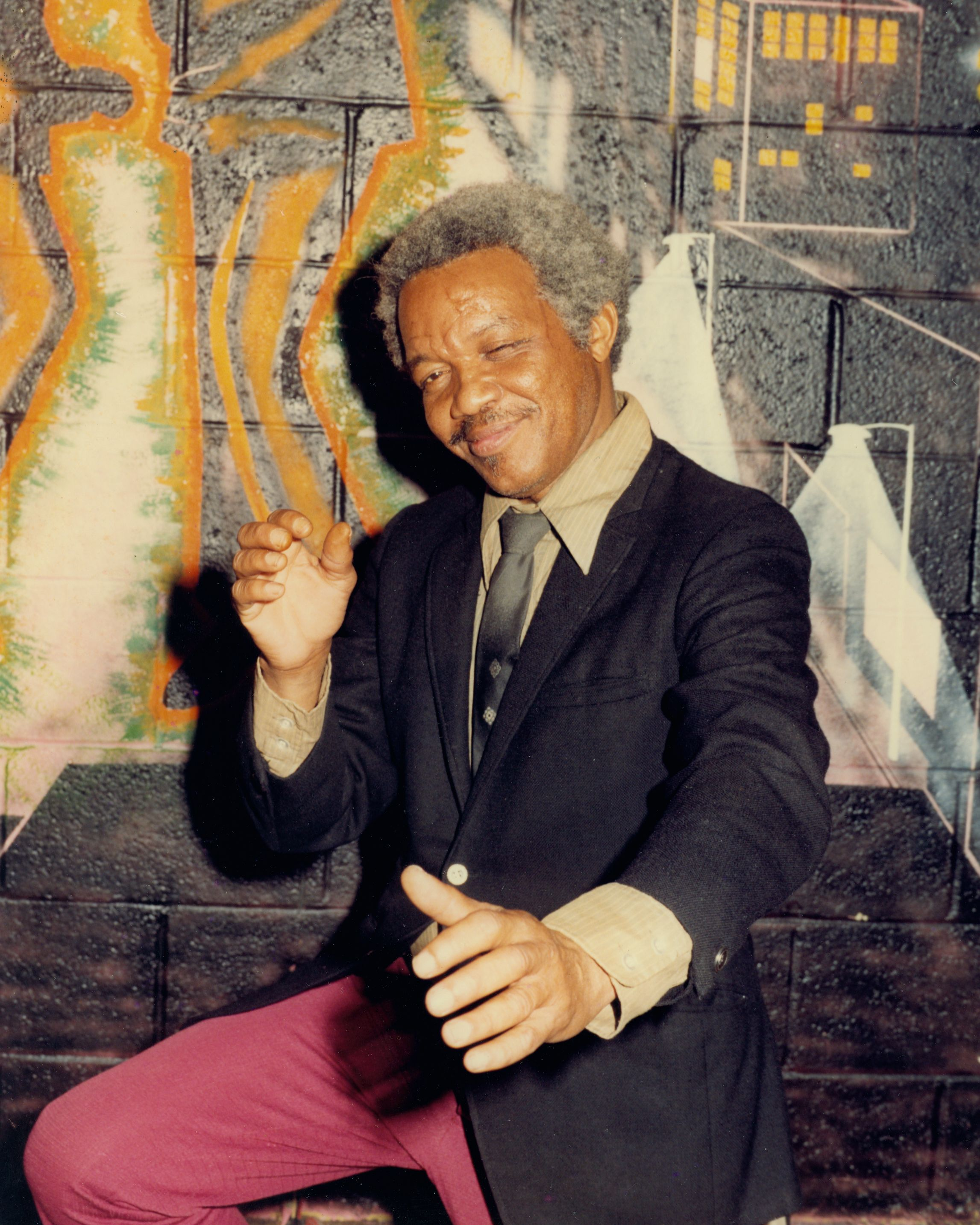
Pee Wee Moore

Pee Wee Moore (* als Numa Smith Moore am 5. März 1928 in Raleigh (North Carolina); † 13. April 2009 ebenda) war ein US-amerikanischer Jazz-Baritonsaxofonist des Modern Jazz. Er spielte mit Dizzy Gillespie.
Moore arbeitete zunächst bei Lucky Millinder (1950–51); Louis Jordan (1951), Illinois Jacquet (1952). Danach spielte er bis 1956 in der Band von James Moody, von 1956 bis 1957 bei Dizzy Gillespie. 1957 war er an der Einspielung von Mary Lou Williams’ Werk Zodiac Suite mit ihr und dem Gillespie Orchestra beteiligt. In den 1970er Jahren zog er zurück in seine Geburtsstadt, arbeitete tagsüber und spielte nur noch nebenbei. Seine Papiere sind Bestandteil der Jazzsammlung der Duke University.

## Auswahldiskographie
- Dizzy Gillespie: Birks Works (Verve Records, 1956–57), Live 1957 (Jazz Unlimited), At Newport (Verve, 1957)
- James Moody: Hifi Party (OJC, 1954), Moody's Moods for Blues (OJC, 1954–1955)
- Mary Lou Williamson: Masters of the Modern Piano (Savoy, 1957)